# Kim Bui
Kim Bui (* 20. Januar 1989 in Tübingen) ist eine ehemalige deutsche Leistungsturnerin.

## Leben

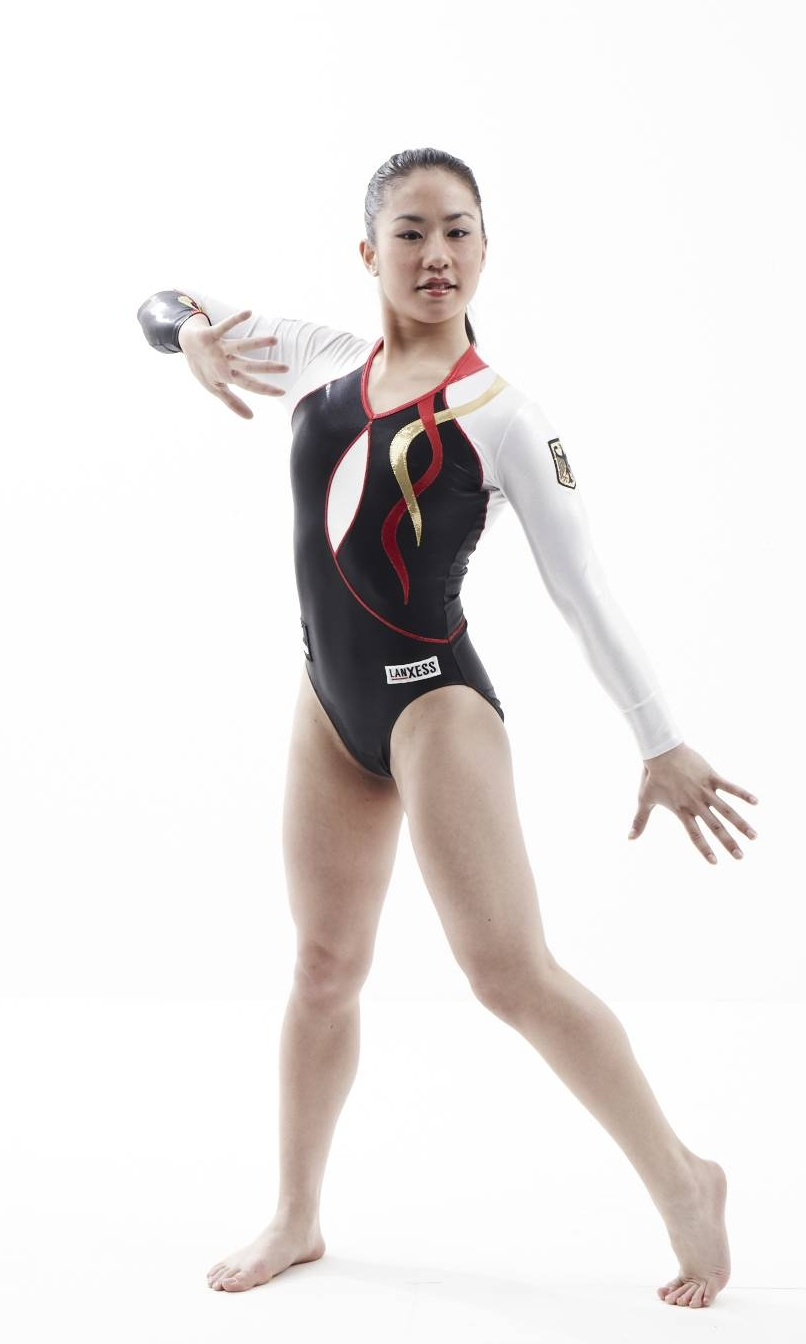
Kim Bui, 2010

Kim Bui ist die Tochter einer Vietnamesin und eines Laoten. Sie begann im Alter von vier Jahren in Tübingen mit dem Turnen. Ihr Heimatverein ist die TSG Tübingen. Bui trainierte im Kunst-Turn-Forum Stuttgart, einem Bundesstützpunkt für Kunstturnen. Ihre Trainerin war Tamara Khokhlova. In der Bundesliga turnte sie für das Turn-Team Stuttgart, seit 2011 für den MTV Stuttgart.
Die Bodenspezialistin machte 2004 erstmals mit Platz fünf in einem Weltcup (DTB-Pokal) auf sich aufmerksam. 2005 nahm Bui zum ersten Mal an Weltmeisterschaften teil. Bei den Deutschen Meisterschaften im selben Jahr belegte sie an den Geräten Stufenbarren, Sprung und Boden jeweils Platz drei, im Mehrkampf wurde sie Vierte.
2006 wurde Kim Bui erstmals Deutsche Meisterin am Boden. Außerdem wurde sie Zweite im Sprung, auf dem Schwebebalken und im Mehrkampf. Im folgenden Jahr belegte sie bei den Deutschen Meisterschaften die Plätze drei (Sprung), vier (Mehrkampf), fünf (Boden und Stufenbarren) und sechs (Schwebebalken).
Nach ihrer ersten Teilnahme 2005 konnte Bui sich auch 2006, 2007, 2009 und 2011 für die Weltmeisterschaften qualifizieren. 2006 wurde sie dabei mit der Mannschaft 16., ein Jahr später belegten die deutschen Turnerinnen Platz zehn. Wie schon bei den Weltmeisterschaften 2007 in Stuttgart, durfte Kim Bui auch an den Olympischen Spielen 2008 in Peking nur als Ersatzturnerin teilnehmen, obwohl sie Deutsche Meisterin im Sprung und am Boden, sowie Vize-Meisterin am Stufenbarren war.
2009 war Buis bis dato erfolgreichstes Jahr: Bei den Deutschen Meisterschaften landete sie in allen fünf Wettbewerben auf dem Podest. Sie wurde Deutsche Meisterin im Mehrkampf, am Boden und im Sprung, belegte Platz zwei am Stufenbarren und wurde Dritte auf dem Balken. Außerdem beendete sie die Weltmeisterschaften 2009 als beste Deutsche (Platz 23 im Mehrkampf) und holte beim DTB-Pokal in der Stuttgarter Porsche-Arena am Stufenbarren ihren ersten Weltcup-Sieg. Von 2009 bis 2011 war sie Aktivensprecherin des DTB.
Am 16. Februar 2010 zog sich Kim Bui einen Riss des vorderen Kreuzbandes im linken Knie zu. Bei den Europameisterschaften 2011 in Berlin gewann Bui Bronze am Stufenbarren. Bei den Weltmeisterschaften 2011 in Tokio erturnte sie mit der deutschen Nationalmannschaft den sechsten Platz, die sich damit für die Olympischen Spiele 2012 qualifizierte. Bei den Europameisterschaften 2012 wurde Bui Vierte am Stufenbarren und Achte mit der Mannschaft. In London wurde die Mannschaft bei den Olympischen Spielen Neunte.
2013 gewann sie bei der Universiade in Kasan jeweils eine Bronzemedaille im Mehrkampf-Einzelwettbewerb und -Teamwettbewerb. 2014 trug Bui zum vierten Platz der deutschen Mannschaft bei den Europameisterschaften in Sofia bei. Im gleichen Jahr belegte sie bei den Weltmeisterschaften in Nanning mit dem Team Rang neun und wurde im Mehrkampf 31. Nach dem Gewinn der Deutschen Meisterschaft im Mehrkampf sowie am Boden wurde sie 2014 vom Turnmagazin Leon zur „Turnerin des Jahres 2014“ gewählt. Im Mai 2015 zog sich Bui erneut einen Kreuzbandriss sowie eine Verletzung des Innenbandes zu, diesmal im rechten Knie.
2017 gewann sie bei der Universiade in Taipeh die Silbermedaille am Stufenbarren. Bei den Europameisterschaften 2018 erreichte sie den vierten Platz im Stufenbarren-Finale. Bei den Weltmeisterschaften 2018 in Doha in Katar erreichte mit der Mannschaft den achten Platz im Mehrkampf. 2019 nahm sie an den Weltmeisterschaften in Stuttgart teil und erreichte mit der Mannschaft den neunten Platz im Mehrkampf, wodurch die Qualifikation für die Olympischen Sommerspiele geschafft wurde.
2020 trat sie zusammen mit ihrer Teamkollegin Elisabeth Seitz im ARD-Tigerenten Club auf.
Bei den Europameisterschaften 2021 erreichte sie den siebten Platz im Mehrkampf.
Im Einzelfinale beim Bodenturnen erreichte sie Platz sechs. 2021 gewann sie ihren ersten Titel am Stufenbarren bei den Deutschen Turnmeisterschaften. Sie wurde Mitte Juni 2021 für die Olympischen Sommerspiele 2021 in Tokio nominiert, nachdem sie bei der zweiten Olympiaqualifikation im Mehrkampf den vierten Platz belegt hatte. Im Mehrkampffinale der Olympischen Spiele schaffte sie den 17. Platz.
Anfang August 2022 erklärte Bui, dass sie nach den Europameisterschaften 2022 im selben Monat vom Leistungssport zurücktreten werde. Bei diesen gewann sie mit der Mannschaft die Bronzemedaille. Im EM-Einzelwettbewerb am Stufenbarren erreichte sie Platz fünf.
Seitdem engagiert sie sich für die Aufklärung über Essstörungen, von denen sie zu ihrer aktiven Zeit als Athletin selbst betroffen war. Sie thematisierte ihre frühere Bulimie unter anderem in ihrem Buch Kim Bui. 45 Sekunden. und in dem Fernseh-Dokumentarfilm Hungern für Gold des Bayerischen Rundfunks.
Im September 2023 wurde Bui vom DOSB für die Wahl zur IOC-Athletenkommission im Jahr 2024 nominiert; im August 2024 wurde sie in diese Kommission gewählt.
2024/2025 war Bui Teilnehmerin bei "Exatlon Germany". Das Reality-Show-Format verbindet Hochleistungssport und Unterhaltung.

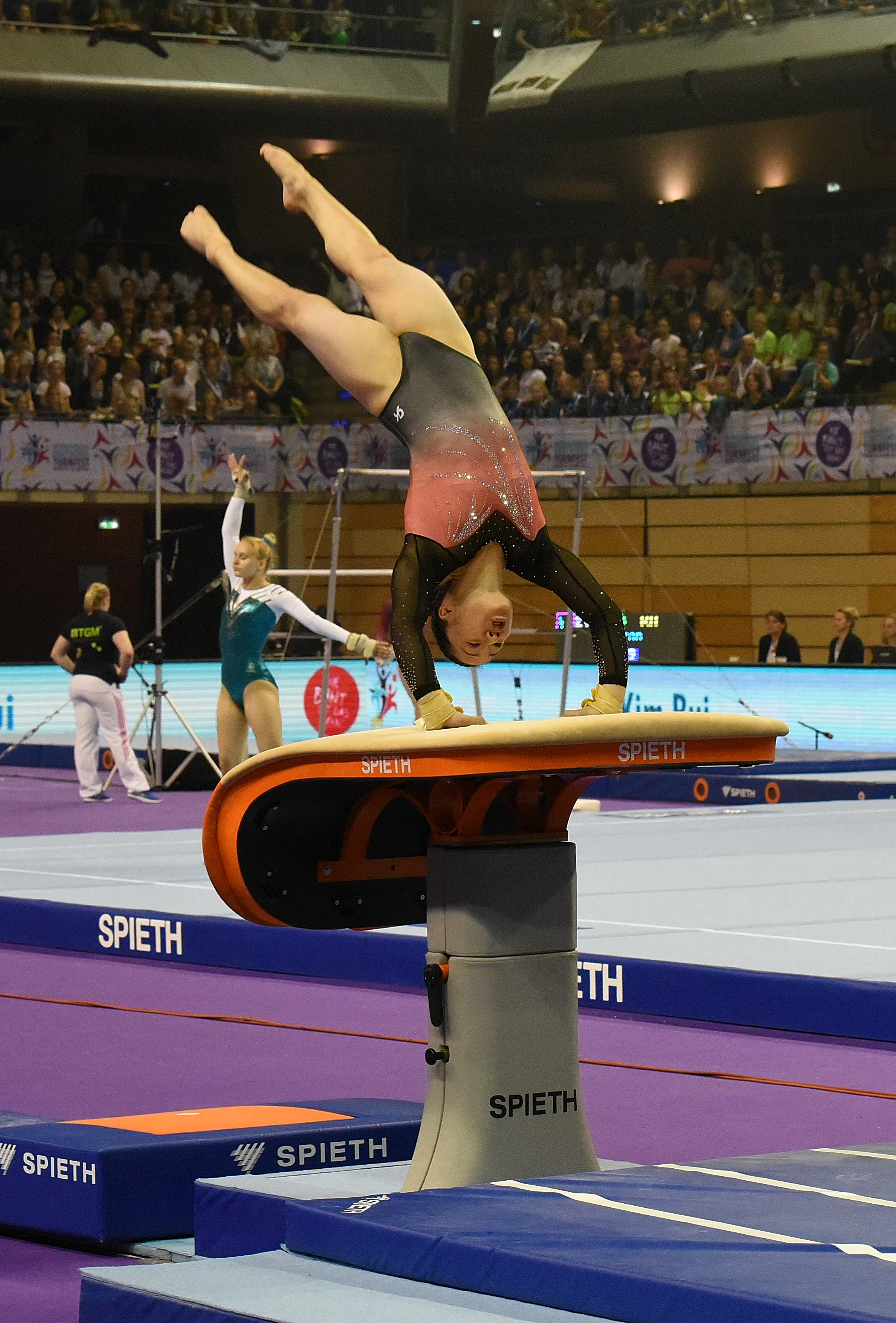
Kim Bui am Sprung,
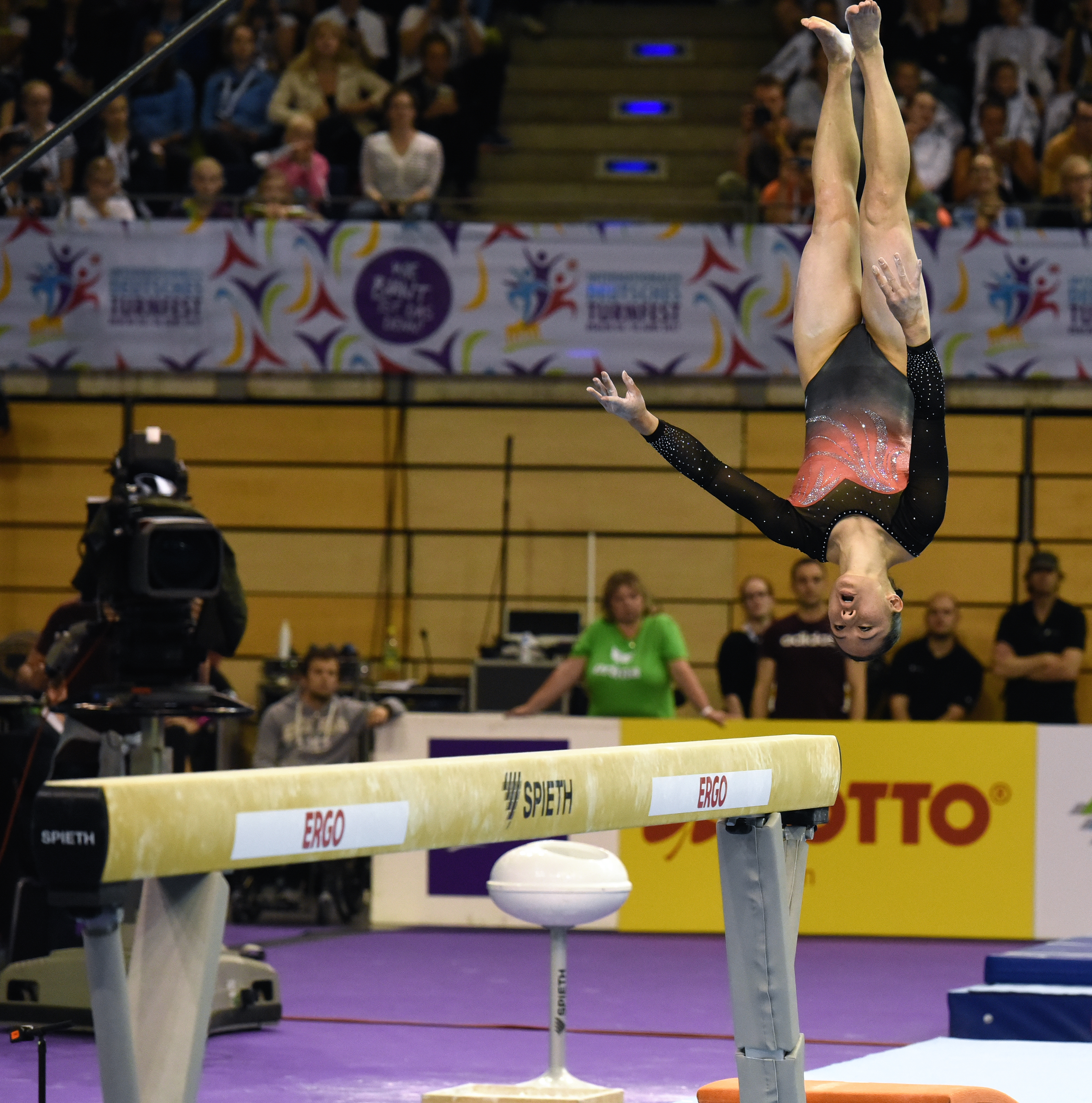
am Schwebebalken,
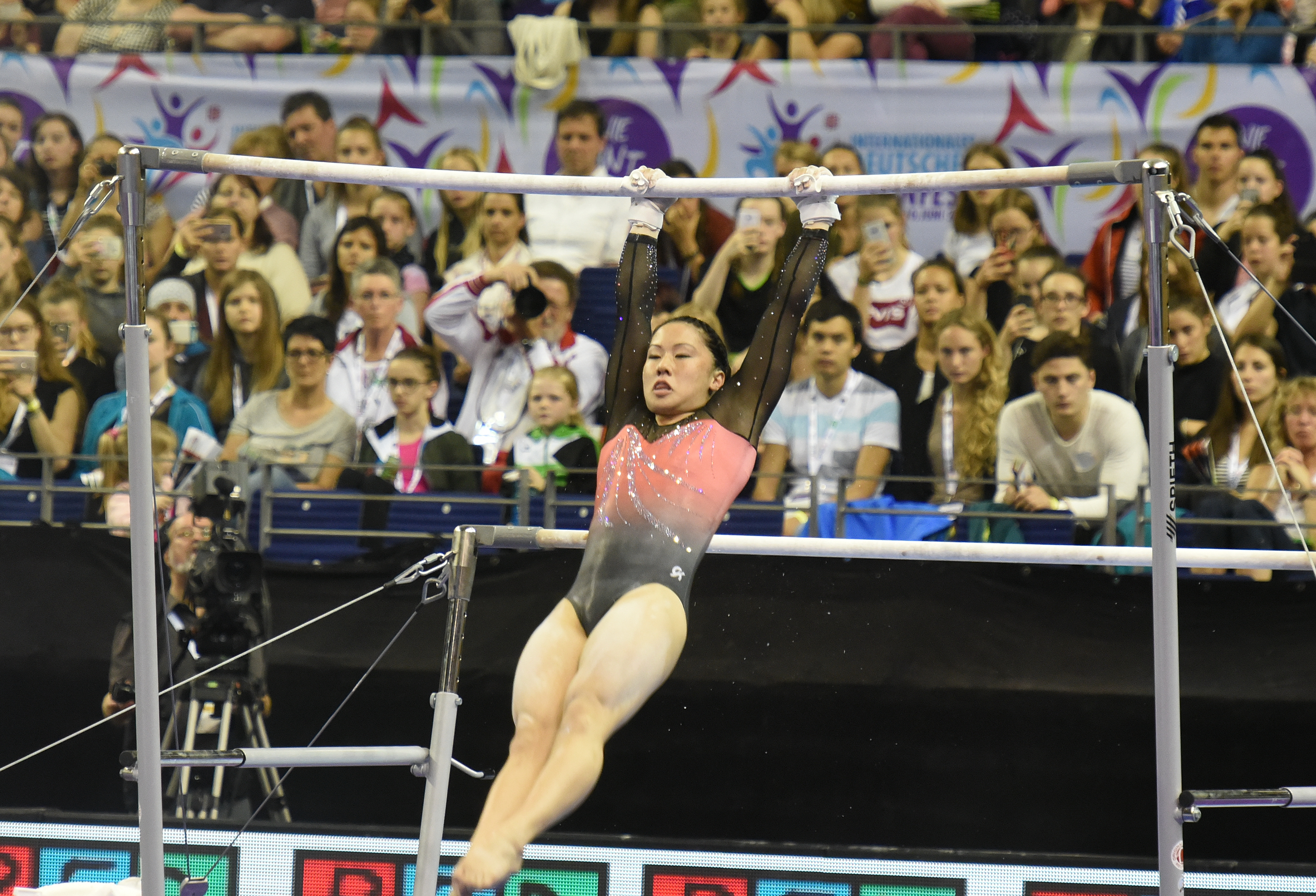
am Stufenbarren,
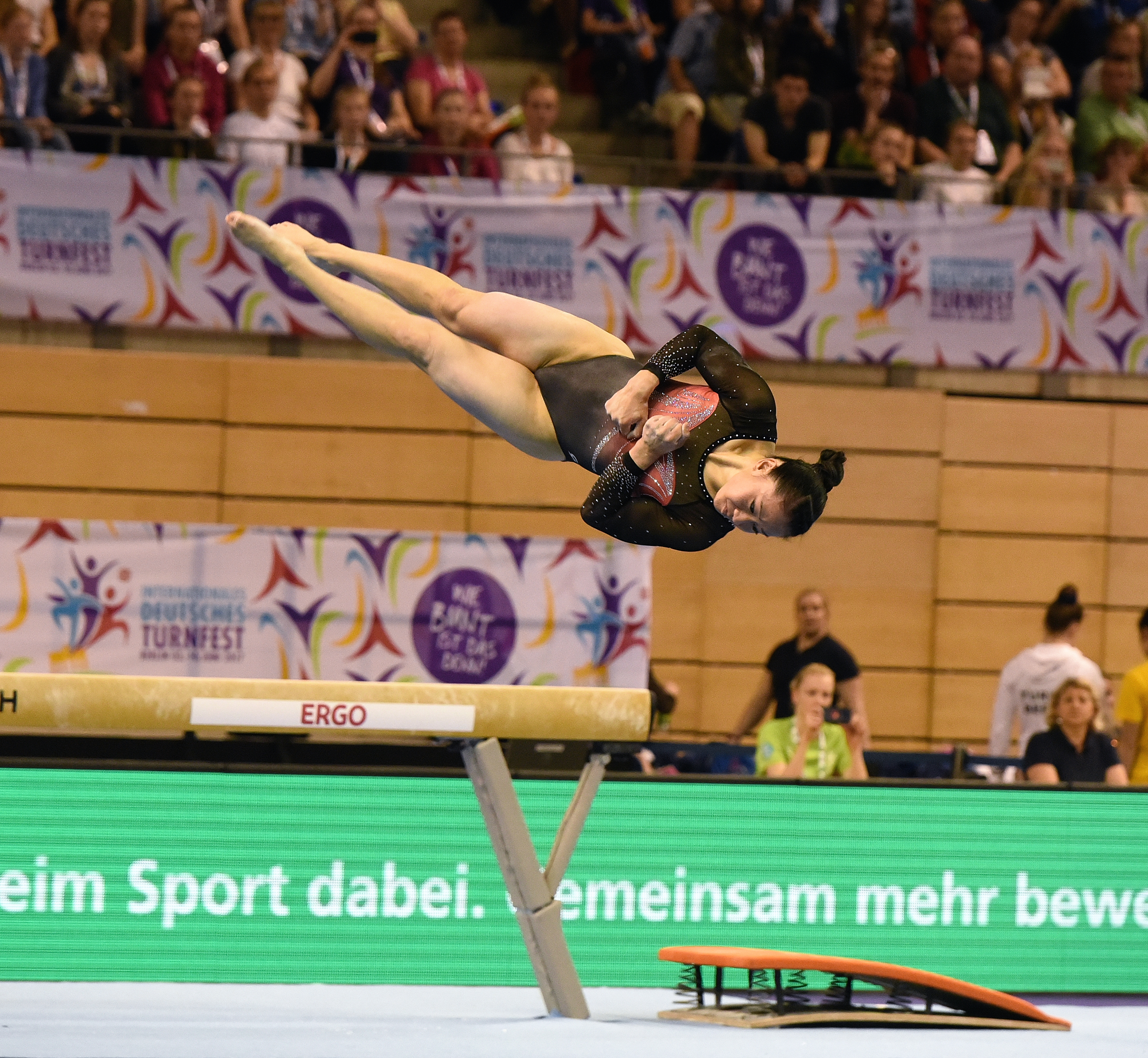
am Boden sowie
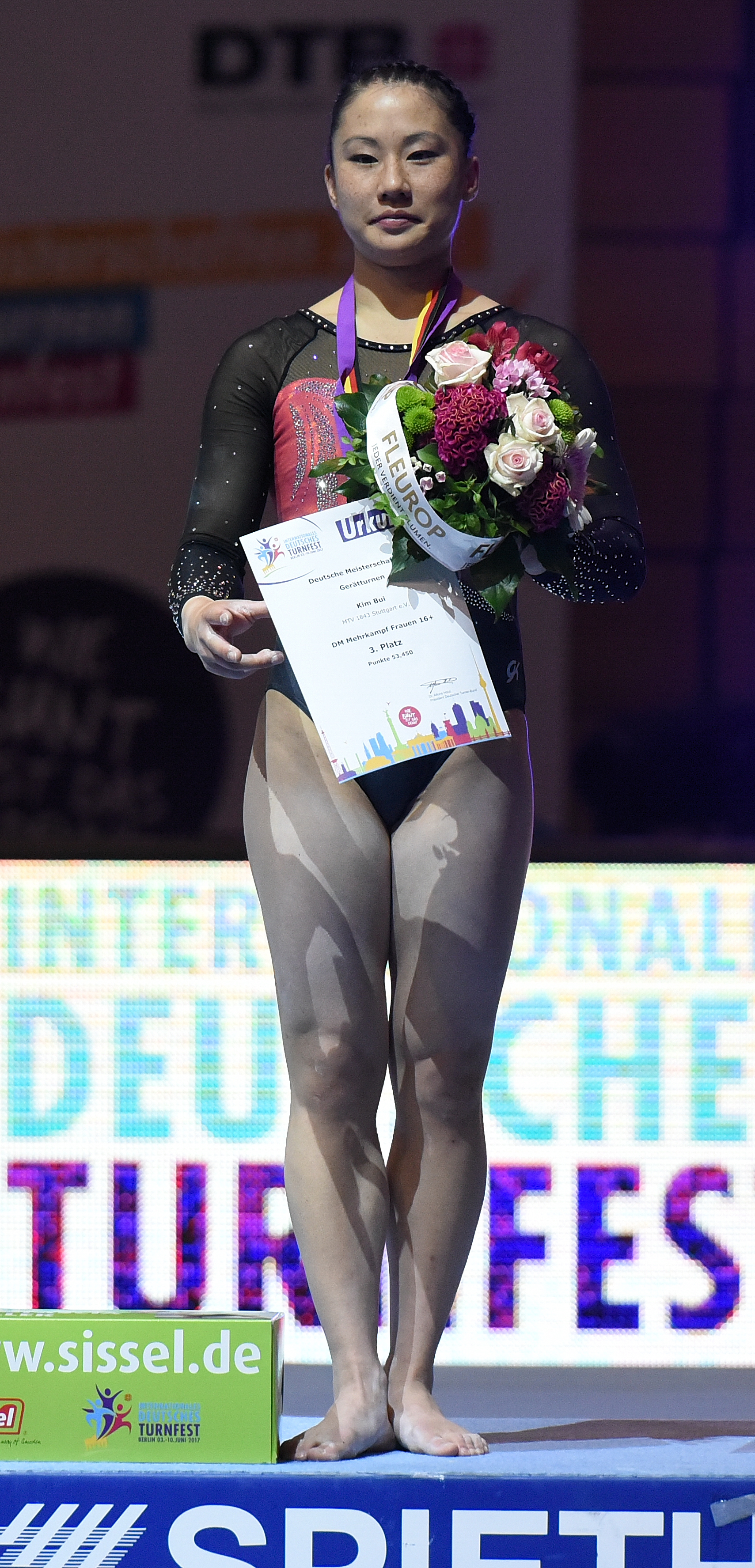
bei der Siegehrung des Mehrkampfes bei den Deutschen Meisterschaften 2017.

## Privates
Im Herbst 2009 nahm Kim Bui neben ihrer Karriere als Turnerin ein Studium der technischen Biologie an der Universität Stuttgart auf. Im Jahr 2015 absolvierte sie ein Praktikum bei Fresenius Medical Care im Bereich International Marketing and Medicine.
Ab 2020 erstellte sie ihre Masterarbeit in technischer Biologie über Zellbiologie an neuen Formen der Krebstherapie, die im Herbst 2021 abgeschlossen war.

## Auszeichnungen
- 2013: adh-Sportlerin des Jahres[39]
- 2024: Sparkassenpreis für Vorbilder im Sport

## Veröffentlichungen
Kim Bui, Andreas Matlé: Kim Bui. 45 Sekunden. Meine Leidenschaft fürs Turnen – und warum es nicht alles im Leben ist. Edel Verlagsgruppe GmbH, Hamburg 2023, ISBN 978-3-9858802-4-9.